# نوپسرها باسیپیلوسا
نوپسرها باسیپیلوسا یک گونه سوسک از خانوادهٔ سوسک‌های شاخک‌دراز است.  این گونه توسط Holzschuh در سال ۱۹۸۶ بررسی و توصیف شد.